# Stortjärnen (Dorotea socken, Lappland, 716204-149685)
Stortjärnen är en sjö i Dorotea kommun i Lappland och ingår i Ångermanälvens huvudavrinningsområde.